# غلوريا سوندرز
غلوريا سوندرز (بالإنجليزية: Gloria Saunders)‏ هي ممثلة أمريكية، ولدت في 29 سبتمبر 1927 في كولومبيا في الولايات المتحدة، وتوفيت في 4 يونيو 1980 في مقاطعة كيرن في الولايات المتحدة.

## وصلات خارجية
- غلوريا سوندرز على موقع IMDb (الإنجليزية)
- غلوريا سوندرز على موقع قاعدة بيانات الفيلم (الإنجليزية)